# Mantoloking
Mantoloking est un borough du comté d'Ocean au New Jersey, aux États-Unis.
Lors du recensement de 2010, sa population est de 296 habitants. La municipalité s'étend sur 0,64 milles carrés (1,66 km2), dont 0,26 milles carrés (0,67 km2) d'étendues d'eau.
La ville devient une municipalité indépendante de Brick Township en avril 1911. Son nom signifie « lieu du sable » dans une langue amérindienne.
Mantoloking est durement touchée par le passage de l'ouragan Sandy en 2012.